# Liesborn
Liesborn ist ein Ortsteil der Gemeinde Wadersloh im südöstlichen Teil des Kreises Warendorf in Nordrhein-Westfalen. Er liegt etwa 7 km nordwestlich von Lippstadt. Die bis zur Gemeindereform 1975 eigenständige Gemeinde hat ca. 4000 Einwohner. In der östlichen Nachbarschaft grenzt das Kurbad Bad Waldliesborn an, das heute Teil der Stadt Lippstadt ist. Nächstgelegene Stadt im Kreis Warendorf ist Beckum.
Liesborn, um 972 das erste Mal urkundlich erwähnt, ist bekannt durch das Kloster Liesborn und dessen Abteikirche. In dem 1803 aufgelösten Benediktinerkloster ist das Museum Abtei Liesborn, das Kreismuseum des Kreises Warendorf, untergebracht, das sich vor allem durch eine überregional bedeutende Kruzifixsammlung auszeichnet. Nach dem ehemaligen Altar der Klosterkirche ist der Meister von Liesborn mit seinem Notnamen benannt.
Im Museum Abtei Liesborn finden jährlich im Mai/Juni Konzerte (Kammermusik) statt, die inzwischen überregional bekannt sind.

## Geographie

### Ortsteile und Bauerschaften
- Göttingen
- Staken
- Hentrup
- Liesborn (Das Dorf)
- Osthusen
- Suderlage
- Winkelhorst
- Böntrup

## Geschichte
(zusammengestellt unter Einbeziehung der historischen Übersichtstafeln der Liesborner Abtei ohne Anspruch auf Vollständigkeit)
Bereits in der Steinzeit war die Gegend um Liesborn besiedelt, was Steinwerkzeugfunde und Grabhügel bei Nölke östlich der Glenne belegen. Vor der Zeitenwende lebten das germanische Volk der Brukterer im Münsterland, um die Zeitenwende war der kleine Hellweg an der Lippe in Göttingen eine „Römerstraße“. Ein großes Römerlager (ca. 10 Hektar) wird für die Zeit bis 9 nach Chr. in der Nähe von Haus Heerfeld vermutet.
Wahrscheinlich waren schon vor 784 viele Höfe in der Gegend vorhanden, auch die Taufkirche Liesborn mit ihrem großen Taufbezirk gab es vermutlich bereits. Belegt ist eine Schlacht zwischen Sachsen und Franken an der Lippe in Suderlage 784. Um 799 wurde ein Damenstift gegründet, vermutlich von Karl dem Großen und Papst Leo III. Zur Gründungsausstattung des Klosters gehörten die vier Haupthöfe Hollenhorst, Haskebrügge, Hentrup und Liesborn. Erste Äbtissin wurde um 800 Roswindis, später bekannt als heilige Roswitha von Liesborn. Zu dieser Zeit kamen eine Simeons- und eine Heiligkreuzreliquie nach Liesborn. Im 10. Jahrhundert wurden das Liesborner Evangeliar und der erste Simeonsschrein gestiftet.
Liesborn wurde 1019 erstmals urkundlich erwähnt (Kaiser Heinrich II). Über dem Grab der heiligen Roswitha wurde um 1100 der heutige Kirchturm gebaut. Truppen des späteren Kaisers Lothar von Supplinburg verwüsteten 1121 die Stiftsgebäude. Zehn Jahre später wurde der Frauenkonvent in ein Benediktinerkloster umgewandelt. Um 1150 wurde das Liesborner Altar- und Vortragekreuz gestiftet. Ein Brand vernichtete 1353 Kloster und Kirche, fünf Jahre darauf begann der Wiederaufbau der Kirche. Der Hochaltar und die vier Seitenaltäre konnten 1465 geweiht werden.
1465 geschah außerdem der Anschluss an die Bursfelder Kongregation. Die Liesborner Turmmonstranz wurde um 1480 gestiftet. 1480–1484 schuf der „Meister von Liesborn“ den „Liesborner Altar“. Chronist Bernhard Witte verfasste 1490–1520 die „Historia Westphaliae“. Überliefert ist von 1505 der Auftrag für ein Doxale (Lettner, Galerie). Das Generalkapitel der Bursfelder Kongregation tagte 1556 erstmals in Liesborn.
Große Teile der Abtei wurden 1724–1751 gebaut. Das 1000-jährige Bestehen des Orts konnte Liesborn 1783 mit 3000 Gästen feiern. Im Zuge der Säkularisation wurde 1803 das Kloster Liesborn aufgehoben. Der preußische König Friedrich Wilhelm III. schenkte daraufhin 1820 die Abteikirche der Liesborner Pfarrgemeinde. Ab 1821 begannen die Abbrucharbeiten großer Teile der Abtei.
1841 wurde das Amt Liesborn (Herzfeld, Diestedde, Wadersloh, Liesborn) gegründet, drei Jahre später wurde es in die Ämter Liesborn und Wadersloh aufgeteilt. Der Liesborner Bahnhof wurde 1898 eröffnet. Bei Mutungsbohrungen wurden 1900 Solequellen in Waldliesborn gefunden. 1912 wurde das Liesborner Krankenhaus fertiggestellt. Die beiden Ämter wurden 1931 unter dem Namen „Liesborn-Wadersloh“ wieder vereinigt. 1965 wurde die Jubiläumsfeier „500 Jahre Liesborner Altar“ begangen. Seit 1966 werden die Abteigebäude als Kreisheimatmuseum genutzt.
Am 1. Januar 1975 wurde die neue Gemeinde Wadersloh aus den bisherigen Gemeinden Wadersloh, Diestedde und Liesborn unter Abtrennung von Bad Waldliesborn gebildet.
Im Rahmen der Regionale 2004 wurde das Museum erweitert.

### Entwicklung der Einwohnerzahlen
| Entwicklung | Jahr | Einwohner | Jahr | Einwohner | Jahr | Einwohner | Jahr | Einwohner |
| --- | --- | --------- | ---- | --------- | ---- | --------- | ---- | --------- |
| Die zur Anzeige dieser Grafik verwendete Erweiterung wurde dauerhaft deaktiviert. Wir arbeiten aktuell daran, diese und weitere betroffene Grafiken auf ein neues Format umzustellen. (Mehr dazu) | 1804 | 2011      | 1855 | 2525      | 1910 | 2961      | 2016 | 3806      |
| Die zur Anzeige dieser Grafik verwendete Erweiterung wurde dauerhaft deaktiviert. Wir arbeiten aktuell daran, diese und weitere betroffene Grafiken auf ein neues Format umzustellen. (Mehr dazu) | 1818 | 2069      | 1858 | 2503      | 1915 | 3213      |      |           |
| Die zur Anzeige dieser Grafik verwendete Erweiterung wurde dauerhaft deaktiviert. Wir arbeiten aktuell daran, diese und weitere betroffene Grafiken auf ein neues Format umzustellen. (Mehr dazu) | 1842 | 2503      | 1861 | 2578      | 1961 | 3586      |      |           |
| Die zur Anzeige dieser Grafik verwendete Erweiterung wurde dauerhaft deaktiviert. Wir arbeiten aktuell daran, diese und weitere betroffene Grafiken auf ein neues Format umzustellen. (Mehr dazu) | 1843 | 2473      | 1864 | 2518      | 1970 | 3705      |      |           |
| Die zur Anzeige dieser Grafik verwendete Erweiterung wurde dauerhaft deaktiviert. Wir arbeiten aktuell daran, diese und weitere betroffene Grafiken auf ein neues Format umzustellen. (Mehr dazu) | 1846 | 2421      | 1867 | 2475      | 1974 | 3419      |      |           |
| Die zur Anzeige dieser Grafik verwendete Erweiterung wurde dauerhaft deaktiviert. Wir arbeiten aktuell daran, diese und weitere betroffene Grafiken auf ein neues Format umzustellen. (Mehr dazu) | 1852 | 2520      | 1871 | 2475      | 2012 | 3743      |      |           |
| Die zur Anzeige dieser Grafik verwendete Erweiterung wurde dauerhaft deaktiviert. Wir arbeiten aktuell daran, diese und weitere betroffene Grafiken auf ein neues Format umzustellen. (Mehr dazu) | Einwohnerzahlen mit Bad Waldliesborn: 5260 im Jahr 1961, 5983 im Jahr 1970 und 6202 im Jahr 1974. Ab 2012 zum 31. Dezember des Jahres. |           |      |           |      |           |      |           |

### Hexenprozesse
Im Jahr 1565 fanden in Liesborn Hexenprozesse gegen die drei Frauen Aleke, Anna und Katharina auf der Burg Stromberg statt. Sie wurden der Zauberei angeklagt, gefangen und gefoltert. Eine Angeklagte starb unter der Folter, die anderen wurden freigesprochen. Es war einer der frühesten Fälle von Hexenverfolgung im Münsterland.

## Politik

### Wappen
Blasonierung: „In Rot der goldene Turm der Abteikirche Liesborn, mit Tor, neun Fenstern im Verhältnis 3:3:3 und Kreuz auf dem Spitzdach, alle schwarz, begleitet von dem Turm zugewandten silbern gekleideten Heiligen mit Heiligenschein, sakralen Gefäßen in den Händen und Schuhen, alle golden.“

## Persönlichkeiten

### Söhne und Töchter des Ortes
- Roswitha von Liesborn (8.–9. Jahrhundert), erste Äbtissin des Klosters Liesborn
- Meister von Liesborn (15. Jahrhundert), spätmittelalterlicher Maler
- Johann Heinrich Brockmann (1767–1837), Theologe, Hochschullehrer
- Friedrich Heinrich Vering (1833–1896), Rechtswissenschaftler, Hochschullehrer
- Heinrich Grothues (1892–1982), Bibliothekar
- Franz Luster-Haggeney (1895–1958), MdL
- August Grothues (1895–1990), MdL, Landrat
- Fritz-Werner Hoberg (1913–1994), MdL

### Personen die im Ort gewirkt haben
- Heinrich Georg Hüffer (1753–1827), Benediktiner und Schriftsteller, ab 1792 Kaplan und ab 1803 Pfarrer von Liesborn
- Franz Jung (*1936), Großdechant der ehemaligen Grafschaft Glatz, Prälat, Apostolischer Protonotar